# Quelli di Parma
Quelli di Parma è una serie di strisce a fumetti create da Leo Ortolani (autore del più famoso Rat-Man) per la Gazzetta di Parma.

## Storia editoriale
Sono state pubblicate quasi quotidianamente dal 1993 al 1997. Successivamente sono state raccolte in volume edito dalle Edizioni Bande Dessinée nel novembre 1997.
Le strisce sono state ristampate sulla rivista Rat-Man Collection a partire dal n. 76 del gennaio 2010 fino al n. 113 del marzo 2016.